# Claude Jaeger
Claude Jaeger   (Ginebra, 2 d'abril de 1917 - París, 16 de setembre de 2004) va ser un productor i actor de cinema francès nascut a Suïssa.

## Vida i carrera
Claude Jaeger va néixer el 2 d'abril de 1917 a Ginebra, Suïssa. Va estudiar a París i va treballar breument al Ministeri d'Economia i Finances de França, però va ser interromput per la Segona Guerra Mundial i va servir a l'exèrcit francès. Després de l'armistici del 22 de juny de 1940, es va unir al Partit Comunista d'Espanya (PCE) a proposta de Manuel Azcárate, un comunista espanyol exiliat a França després de la derrota republicana a la Guerra Civil espanyola. Després de l'enfonsament de l'aliança nazi-soviètica, els alemanys van començar a reunir els espanyols exiliats a França el 1941. Jaeger i altres comunistes van buscar refugi a la Zona lliure a la secció sud de Vichy França el 1942. També va començar a descobrir el seu interès per la indústria cinematogràfica i va treballar com a ajudant de direcció. A la Zona Libre, Jaeger va conèixer Gillo Pontecorvo, un cineasta italià i també comunista, i es va unir al Partit Comunista Italià (PCI). El 1943, Jaeger també va treballar amb el servei d'informació dels Francs-Tireurs et Partisans (FTP), el braç comunista de la Resistència francesa. El seu nom en clau/pseudònim era "Michelin" i se li va donar el grau de coronel, i va servir a l'FTP fins al final de la guerra. Jaeger va treballar breument sota les forces del general Jean de Lattre de Tassigny el 1945 després que l'FTP es fusionés amb l'exèrcit francès lliure.}. Després es va unir a l'Office professionnel du cinéma (OPC), el regulador francès del cinema, que aviat va deixar el seu origen a Vichy i es va convertir en el modern Centre national du cinéma et de l’image animée (CPC) el 1946. Hi va treballar com a director de producció fins al 1950, quan la seva tendència política el va veure acomiadat. El Partit Comunista Francès (PCF) va posar Jaeger al capdavant de Procinex, una corporació que crearia curtmetratges per al públic d'esquerres i per a l'esfera d'influència soviètica. Com que aquestes pel·lícules eren encarregades per un partit polític, acostumaven a estar pensades més en l'estil educatiu, inspirador i/o propagandístic que no pas com a pur entreteniment.
A mitjans de la dècada de 1950, el PCF va decidir frenar el seu suport monetari a Procinex. Jaeger va obtenir l'aprovació del Partit per convertir Procinex en una companyia de producció més estàndard que agradaria a la multitud per guanyar diners. Jaeger continuaria produint molts llargmetratges a Procinex durant dècades. Un dels seus col·laboradors freqüents més notables va ser Luis Buñuel, conegut pel seu estil cinematogràfic surrealista característic. Va mantenir els seus contactes italians al llarg de la seva carrera i diverses de les seves produccions van ser projectes conjunts franco-italians. Jaeger també va actuar, encara que amb freqüència en cameo o altres papers menors a causa dels seus altres deures. La seva producció es va alentir a la dècada de 1980 fins a la seva eventual jubilació, amb la seva darrera pel·lícula produïda el 1982, i el seu darrer paper d'actuació el 1992.
Jaeger va morir el 16 de setembre de 2004 a París.

## Filmografia
Productor
- 1956 : Cela s'appelle l'aurore, Luis Buñuel
- 1961 : Une aussi longue absence, Henri Colpi
- 1962 : La Poupée, Jacques Baratier
- 1962 : El diable i els Deu Manaments (Le Diable et les Dix Commandements), Julien Duvivier
- 1964 : Une souris chez les hommes, Jacques Poitrenaud
- 1964 : La Chasse à l'homme, Édouard Molinaro
- 1966 : La Voleuse, Jean Chapot
- 1967 : Le Mur, Serge Roullet
- 1974 : La Femme aux bottes rouges, Juan Luis Buñuel
- 1982 : T'es folle ou quoi?, Michel Gérard

Actor
- 1961 : Un home anomenat La Rocca (Un nommé La Rocca), Jean Becker : Fernand
- 1964 : Le Journal d'une femme de chambre, Luis Buñuel : el jutge
- 1971 : La Ville bidon, Jacques Baratier : el promotorr
- 1972 : El discret encant de la burgesia (Le Charme discret de la bourgeoisie), Luis Buñuel
- 1977 : Cet obscur objet du désir, Luis Buñuel : propietari del bar
- 1978 : Perceval le Gallois, Éric Rohmer : Thiebaut de Tintaguel
- 1986 : Max, amor meu, Nagisa Oshima : Zòoleg
- 1992 : Nous deux, Henri Graziani : Tancrède

Director
- 1967 : Le Rouge et le Bleu (curtmetratge)